# 赖纳·弗里斯克
赖纳·弗里斯克（德語：Reiner Frieske，1940年10月11日—），德国前男子手球运动员。他曾代表东德国家队参加1972年夏季奥林匹克运动会手球比赛，结果队伍获得第四名。